# Niels Christian Jørgensen
Niels Christian Kold Jørgensen (ur. 24 stycznia 1971 w Aarhus) – duński piłkarz występujący na pozycji bramkarza.

## Kariera klubowa
Jørgensen karierę rozpoczynał w 1989 roku w zespole Aalborg BK. W sezonach 1990/1991 oraz 1992/1993 dotarł z nim do finału Pucharu Danii. W 1995 roku odszedł do klubu Aarhus GF, z którym w sezonie 1995/1996 wywalczył wicemistrzostwo Danii oraz Puchar Danii. W Aarhus grał do 1998 roku. Potem występował jeszcze w drużynie Aarhus Fremad, gdzie w 1999 roku zakończył karierę.

## Kariera reprezentacyjna
Jørgensen występował w reprezentacji Danii na szczeblach U-17, U-19 oraz U-21. W 1992 roku jako zawodnik kadry U-21 wziął udział w Letnich Igrzyskach Olimpijskich, zakończonych przez Danię na fazie grupowej.